# Cispinilus flavidus
Genre
Espèce
Synonymes
- Cispius flavidus Simon, 1910

Cispinilus flavidus, unique représentant du genre Cispinilus, est une espèce d'araignées aranéomorphes de la famille des Pisauridae.

## Distribution
Cette espèce se rencontre en Afrique centrale.

## Description
La femelle holotype mesure 10 mm.

## Publications originales
- Simon, 1910 : Arachnides recueillis par L. Fea sur la côte occidentale d'Afrique. 2e partie. Annali del Museo Civico di Storia Naturale di Genova, vol. 44, p. 335-449 (texte intégral).
- Roewer, 1955 : Araneae Lycosaeformia I. (Agelenidae, Hahniidae, Pisauridae) mit Berücksichtigung aller Arten der äthiopischen Region. Exploration du Parc National de l'Upemba Mission G. F. De Witte, vol. 30, p. 1-420.